# Valpolicella
Valpolicella is een Italiaanse rode wijn met het kwaliteitslabel Denominazione di Origine Controllata (DOC) die wordt geproduceerd in de provincie Verona.

## Gebied
De druiven voor de Valpolicella wijn worden geteeld in een gebied dat 19 gemeenten omvat in het noorden van de provincie Verona. Hierbinnen vallen twee kleinere gebieden met een eigen DOC: de Valpolicella Classico in de gemeenten Negrar, Marano di Valpolicella, Fumane, Sant'Ambrogio di Valpolicella en San Pietro in Cariano, en de Valpolicella Valpantena voor wijn uit het Pantenadal ten noorden van Verona (o.a. de gemeente Grezzana).

## Geschiedenis
In het gebied van de Valpolicella werd al in pre-Romeinse en Romeinse tijden door de Raeti een bij de Romeinen geliefde wijn geproduceerd die bekend stond onder de naam Retico. Na de val van het West-Romeinse Rijk bleef de wijnbouw hier behouden door het werk van de monniken van de heilige Columbanus die opereerden vanuit de Abdij van Luxeuil. In de zesde eeuw kwamen zij in Frankrijk met een nieuwe manier van vinificatie die vanaf de zevende eeuw navolging kreeg in Noord- en Midden-Italië.

## Samenstelling
Voor Valpolicella DOC wijn worden verschillende rode druivensoorten gebruikt. De belangrijkste zijn de Corvina Veronese (45–95 %) en de Rondinella (5–30 %). Het gebruik van het ras Molinara is niet meer vereist, maar nog wel toegestaan. Daarnaast mogen lokale druivensoorten, zoals de Negrara, Forselina en Oseleta, gebruikt worden (gezamenlijk maximaal 25%, afzonderlijk maximaal 10%). De Corvina mogen voor maximaal 50% worden vervangen door Corvinone druiven.

## Eigenschappen
De betere Valpolicella-wijnen hebben een intense robijnrode kleur, met een volle, complexe smaak met een karakteristiek wijnaroma en tonen van bittere amandelen. De meeste wijnen uit de Valpolicella zijn echter eenvoudige lichte wijnen die het beste jong gedronken worden.

## Verschillende wijnen
Behalve de gewone Valpolicella, de Classico en de Valpantena worden er twee speciale wijnen geproduceerd, de Superiore en de Ripasso.
Een Superiore heeft minimaal 12 maanden in vaten gerijpt en een alcoholpercentage van minimaal 12%. Voor een Ripasso wordt de wijn, vóór de rijping in vaten, door de eerder geperste druivenpulp van Recioto of Amarone wijnen gehaald waardoor de uiteindelijke wijn meer body en smaak verkrijgt.

## Andere wijnen
Van druiven uit de Valpolicella worden nog twee andere DOC wijnen gemaakt: de Recioto en de Amarone. Dit zijn strowijnen waarvoor de druiven in de winter zijn gedroogd op rekken of in kratten en pas in januari of februari worden geperst. Deze sterkere wijn rijpt minimaal twee jaar in vaten.